# Philoscia weberi
Philoscia weberi är en kräftdjursart som beskrevs av Dollfus 1907. Philoscia weberi ingår i släktet Philoscia och familjen Philosciidae. Inga underarter finns listade i Catalogue of Life.